# Bellator 228
Bellator 228: Machida vs. Mousasi 2 è stato un evento di arti marziali miste tenuto dalla Bellator MMA il 28 settembre 2019 al The Forum di Inglewood negli Stati Uniti.

## Risultati
|                                        | Divisione              |                     |           |                      | Metodo                                      | Round     | Tempo     | Premio    |
| Main Card                              | Main Card              | Main Card           | Main Card | Main Card            | Main Card                                   | Main Card | Main Card | Main Card |
| -------------------------------------- | ---------------------- | ------------------- | --------- | -------------------- | ------------------------------------------- | --------- | --------- | --------- |
|                                        | Pesi medi              | Gegard Mousasi      | batte     | Lyoto Machida        | Decisione non unanime (29-28, 27-30, 29-28) | 3         | 5:00      |           |
| Sfida valida per il titolo di campione | Pesi piuma             | Patricio Freire (c) | batte     | Juan Archuleta       | Decisione unanime (49-46, 50-45, 49-46)     | 5         | 5:00      | [ 1 ]     |
|                                        | Pesi piuma             | A. J. McKee         | batte     | Georgi Karakhanyan   | KO (pugni)                                  | 1         | 0:08      | [ 1 ]     |
|                                        | Pesi piuma             | Darrion Caldwell    | batte     | Henry Corrales       | Decisione unanime (29-27, 30-27, 30-27)     | 3         | 5:00      | [ 1 ]     |
|                                        | Pesi piuma             | Daniel Weichel      | batte     | Saul Rogers          | Decisione unanime (29-28, 30-27, 29-28)     | 3         | 5:00      | [ 1 ]     |
| Card Preliminare                       |                        |                     |           |                      |                                             |           |           |           |
|                                        | Pesi piuma             | AJ Agazarm          | batte     | Jonathan Quiroz      | Decisione unanime (29-28, 29-28, 29-28)     | 3         | 5:00      |           |
|                                        | Pesi paglia femminili  | Ava Knight          | batte     | Shannon Goughary     | KO tecnico (pugno al corpo)                 | 3         | 1:46      |           |
|                                        | Catchweight (165 lbs.) | Antonio McKee       | batte     | William Sriyapai     | KO tecnico (pugni)                          | 2         | 1:17      |           |
|                                        | Catchweight (175 lbs.) | Johnny Cisneros     | batte     | Michael Jasper       | KO tecnico (infortunio alla gamba)          | 2         | 2:48      |           |
|                                        | Pesi gallo             | Leandro Higo        | batte     | Shawn Bunch          | Sottomissione (guillotine choke)            | 2         | 4:34      |           |
|                                        | Pesi piuma             | Weber Almeida       | batte     | Castle Williams      | KO tecnico (pugni)                          | 2         | 0:20      |           |
|                                        | Catchweight (133 lbs.) | James Barnes        | batte     | David Duran          | Sottomissione (rear-naked choke)            | 2         | 1:51      |           |
|                                        | Pesi leggeri           | Joshua Jones        | batte     | Dominic Clark        | Sottomissione (guillotine choke)            | 1         | 2:39      |           |
| Card Postliminare                      |                        |                     |           |                      |                                             |           |           |           |
|                                        | Pesi gallo             | Adrian Najera       | batte     | Jason Edwards        | Sottomissione (rear-naked choke)            | 3         | 2:28      |           |
|                                        | Catchweight (130 lbs.) | Benji Gomez         | batte     | Jonathan Santa Maria | Decisione unanime                           | 3         | 5:00      |           |
|                                        | Pesi medi              | Osman Diaz          | batte     | Andre Walker         | Sottomissione (rear-naked choke)            | 1         | 3:05      |           |
|                                        | Catchweight (165 lbs.) | Ian Butler          | batte     | Emilio Williams      | KO tecnico (pugni)                          | 2         | 0:53      |           |